# Caspar Hauser oder Die Trägheit des Herzens

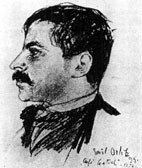
Jakob Wassermann
- 1873 † 1934

Caspar Hauser oder Die Trägheit des Herzens ist ein historischer Roman von Jakob Wassermann, erschienen 1908. Der Roman handelt von den letzten sechs Lebensjahren Caspar Hausers in Nürnberg und Ansbach (Franken).

## Personen
Vorbemerkung: Sofern es sich um unverlinkte, aber nachweislich reale, historische Personen aus dem Umfeld Kaspar Hausers handelt, sind in Klammern ihre Echtnamen und Lebensdaten angefügt.
- Caspar Hauser – Findling.
- Der Graue schickt aus dem Hintergrund einen Attentäter nach dem anderen zu Caspar Hauser.

Nürnberg:
- Rittmeister von Wessenig (Friedrich von Wessenig, * 1778 † 1848).
- Bürgermeister Binder (* 1787 † 1856).
- Gymnasialprofessor Daumer (* 1800 † 1875).
- Herr Behold – Magistratsrat (Johann Christian Biberbach, * ca. 1782 † 1848).
- Frau Behold – Gattin des Magistratsrats (Magdalena Clara Biberbach, * ca. 1785 † 1858).
- Christoph Carl Gottlieb Sigmund Freiherr von Tucher (* 1798 † 1877).
- Henry Lord Stanhope, Earl of Chesterfield, Pair von England (* 1781 † 1855).

Ansbach:
- Präsident Paul Johann Anselm Ritter von Feuerbach (* 1775 † 1833).
- Polizeileutnant Hickel (Joseph Hickel, * 1795 † 1862).
- Lehrer Quandt (Johann Georg Meyer, * 1800 † 1868).
- Jette Quandt, genannt die Lehrerin (Henriette Meyer, geb. Keimel, † 1871).
- Frau von Imhoff – Freundin des Präsidenten von Feuerbach.
- Clara von Kannawurf – Freundin der Frau von Imhoff (Caroline Kannewurf [sic] * ca. 1800).
- Schildknecht – ein Soldat und badischer Landsmann Caspars, ihm zugetan.
- Pfarrer Fuhrmann (Heinrich Fuhrmann, * ca. 1797 † 1862).

## Handlung

### Nürnberg
Gymnasialprofessor Daumer
Die Nürnberger erzählen sich in den ersten Sommertagen des Jahres 1828, im Vestnerturm auf der Burg sei ein Jüngling von ungefähr siebzehn Jahren in Gewahrsam gehalten. Jener Fremdling Caspar Hauser sei der Sprache nicht mächtiger als ein zweijähriges Kind und nehme nur Wasser und Brot zu sich. Bürgermeister Binder, Magistratsrat Behold, Freiherr von Tucher und Gymnasialprofessor Daumer machen sich Gedanken um den Findling. Rittmeister von Wessenig hat einen Brief erhalten, in dem auf die Herkunft des Fremdlings angespielt wird.

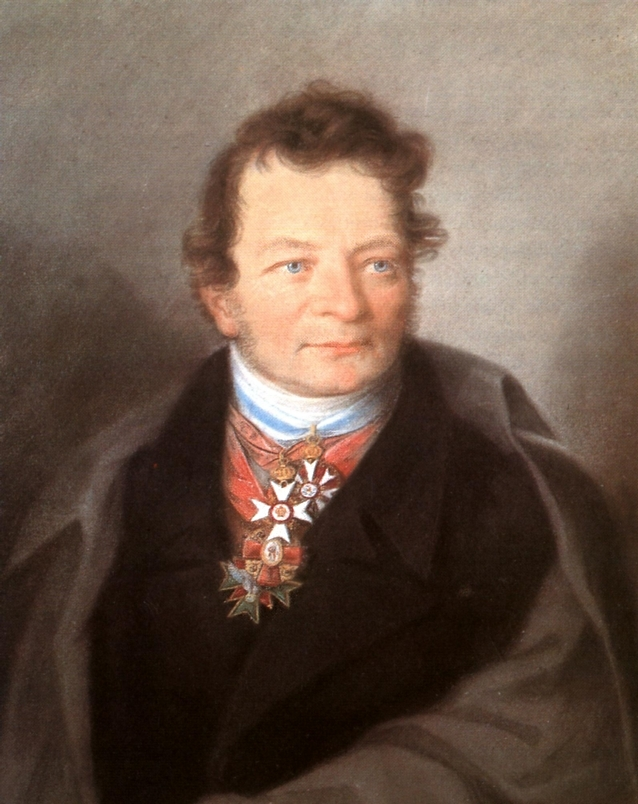
Staatsrat Feuerbach
- 1775 †1833

Daumer schreibt über Caspar Hauser: „Er war immer in einem dunklen Raum gewesen, niemals anderswo… Niemals den Menschen gesehen, niemals seinen Schritt gehört, niemals seine Stimme, keinen Laut eines Vogels… nicht den Strahl der Sonne erblickt“. Caspar Hauser hat übernatürliche Fähigkeiten. Er vermag „selbst in tiefer Dunkelheit die Farben zu unterscheiden“.
Auf einer Inspektionsreise durch den Bezirk trifft Staatsrat Feuerbach, Präsident des Appellgerichts für den Rezatkreis in Ansbach, vor Ort ein. Daumer und Exzellenz Feuerbach kommen überein, Caspar Hauser wird im Hause Daumers aufgenommen und erzogen. Während Daumer den Jüngling im Sommer 1828 in seiner Wohnung unterrichtet und beobachtet, kommt ein Stück Papier von draußen hereingeflogen. Darauf steht: „Es wird gewarnt das Haus und wird gewarnt der Herr und wird gewarnt der Fremde.“ Daumer fühlt sich bedroht. Auch Caspar Hauser teilt dem Lehrer seine Angst mit: „In der Nacht sitzt das Finstere auf der Lampe und brüllt.“ Caspar Hauser grübelt über den Ursprung der Vorkommnisse. Das Bild der Mutter geistert durch seine Träume. Ein Brief, den Daumer in Abstimmung mit Bürgermeister Binder an Präsident Feuerbach sendet, in dem der Schreiber von Caspar Hausers Ängsten berichtet, geht auf dem Postweg verloren.
Caspar Hausers Erziehung macht Fortschritte. Er wird ein gewandter Reiter. Bei einem Ausritt macht der Rittmeister von Wessenig den Caspar Hauser glauben, er habe einen Brief von Caspars Mutter. Daumer meint, der Rittmeister sei ein Lügner, gibt aber gleichzeitig an Caspar Hauser das Nürnberger Gerücht weiter, der Findling sei von fürstlicher Abkunft und ein beiseite geschaffter Prinz. Während eines weiteren Besuchs sieht Präsident Feuerbach, ein Napoleon-Verehrer, dem Caspar Hauser ins Gesicht und resümiert: „Keine Täuschung. Es sind dieselben Züge.“ Daumer bekommt eine Broschüre aus Berlin in die Hände, in der sein Zögling „Betrüger“ geschimpft wird. Mit der Zeit erwacht Caspar Hausers Selbstbewusstsein. Er schreibt Tagebuch. Das Büchlein soll später außer ihm nur seine Mutter lesen. Indem Caspar seinem Lehrer das Tagebuch vorenthält, ist Daumer von dem undankbaren Schüler enttäuscht. Dennoch äußert Daumer über Caspar Hauser: „Seine Freundlichkeit ist herzgewinnend, sein Ernst bedächtig, über beiden schwebt stets ein Hauch von Melancholie. Sein Benehmen ist altklug, hat aber eine vornehme, ganz ungezwungene Gravität [Gemessenheit]… Er liebt es, mit wichtiger Miene und in anmaßendem Ton Dinge zu sagen, …“
Als dann eine vermummte Person Caspar Hauser in Daumers Wohnung „eine nicht unbedeutende Wunde inmitten der Stirn“ beigebracht hat, möchte Daumer den Findling aus dem Hause haben. Lord Stanhope überreicht dem Bürgermeister Binder hundert Dukaten Belohnung für den, der den Attentäter entdeckt.
Frau Behold

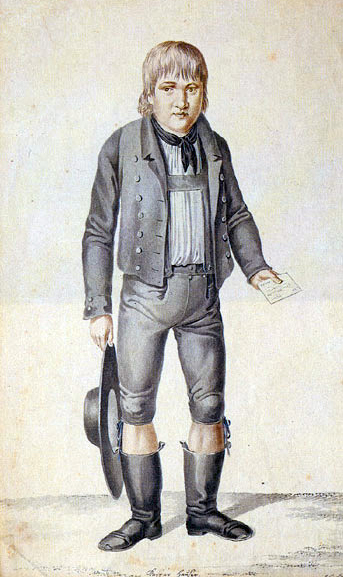
Caspar Hauser
- 1812 †1833

Caspar Hauser kommt bei Magistratsrat Behold unter. In seinem Zimmer hält Caspar in einem Vogelbauer eine Amsel. Die Frau des Hauses verbietet dem Findling, ohne Erlaubnis das Haus zu verlassen. Am Besuch des Gymnasiums hat Caspar keine Freude. Überdies wird er in den Gassen Nürnbergs ständig von einem Polizeidiener bewacht. Frau Behold benötigt Caspar als Unterhaltung für ihren Salon. Als die Dame sexuelles Entgegenkommen bei Caspar provozieren will, muss sie wutentbrannt konstatieren, dass Caspar wirklich nicht weiß, was sie eigentlich von ihm will. Das anfängliche oberflächliche Interesse der Frau Behold für den Jüngling Caspar schlägt in blindwütigen Hass um.
Einmal vergisst Caspar vor dem Schlafengehen das Abriegeln seiner Stubentür. Frühmorgens findet er seine Amsel neben dem Bauer in ihrem Blute und daneben auf einem weißen Teller das Herz des Vogels.
Freiherr von Tucher
Frau Behold wirft Caspar aus dem Haus. Er wird im Tucherhaus in der Hirschelgasse aufgenommen. Herr von Tucher, der Vormund des Findlings, verhält sich ihm gegenüber streng. Der Zögling muss sich das Klavierspiel des Herrn anhören. Als er sich hinterher zu dem Vortrag seines Vormunds äußern soll, rutscht ihm heraus: „Das ist nichts.“ Eine solche Antwort kann der Herr dem Zögling nicht verzeihen. Andererseits hat Herr von Tucher auch ein weiches Herz. Als Lord Stanhope anreist und bei ihm anfragt, ob er Caspar für einige Stunden mit sich nehmen dürfe, kann er nicht widerstehen. Der Lord hatte Herrn von Tucher mit einem kostbaren Diamantring, den er Caspar schenkte, beeindruckt. Caspar sieht im Lord seinen Retter.
Lord Stanhope
Der Lord überhäuft Caspar mit weiteren kostbaren Geschenken und verspricht ihm gemeinsame Reisen in ferne Länder. Der Engländer redet Caspar mit „Liebling“ an und lässt sich „Heinrich“ nennen. Herr von Tucher fühlt sich hintergangen, weil Caspar ihm über seine Beziehung zum Lord nichts mitteilt.
Der Lord spricht „von Caspars Reich, von seinen Untertanen“. In Nürnberg wird geredet, der Lord wolle Caspar Hauser an Sohnes statt annehmen. Der Magistrat aber verlangt von dem Engländer einen hinlänglichen Vermögensnachweis. Der Lord ist erzürnt und will abreisen. Caspar ist außer sich. Der Lord ermahnt den Verzweifelten, standhaft zu bleiben, beschenkt Caspar mit Goldstücken, ermutigt ihn, die Münzen freizügig auszugeben, und reist ab. Jene Ermutigung entfremdet Caspar noch weiter von Herrn von Tucher. Caspar soll das Geld an den im Großen und Ganzen doch wohlmeinenden Herrn von Tucher abliefern. Der störrische Findling aber gibt seinen Goldschatz nicht her. Der Lord möchte Caspar mitnehmen. Die Nürnberger Behörden lassen den Engländer warten. Zudem verfügt Präsident Feuerbach, Caspar dürfe nicht aus Nürnberg entfernt werden.
Lag die Absicht des Lords beständig im Halbdunkel, so steuert Jakob Wassermann fortan unvermittelt ins Fahrwasser auktorialen Erzählens, zeichnet dem staunenden Leser mit wenigen Strichen, aber mit beinahe entwaffnender Offenheit ein aufzuckendes Bild vom wahren Gesicht des menschenverachtenden Lords. Stanhope, ehemals Agent Metternichs, ist „ein geübter Menschenjäger und Seelenfänger“, der sich seine Dienste bezahlen lässt. Der Auftrag lautet: Mord an Caspar Hauser, jedoch wird der gewiefte Menschenjäger vom auserwählten Opfer mit übersteigerter Zuneigung geliebt. Auf Liebe darf der ein wenig irritierte Lord keine Rücksicht nehmen. Er will mit Caspar nach Ansbach reisen und mit dem Präsidenten Feuerbach reden. Unter einem Vorwand dringt der Lord, zunächst unbemerkt, in Caspars Zimmer im Tucherschen Hause ein und stöbert nach kompromittierenden Briefen, die er dem Findling geschrieben hat. Dabei wird der Schnüffler vom Hausherrn von Tucher ertappt und zur Rede gestellt.

### Ansbach
Lord Stanhope dringt in Ansbach tatsächlich zum Präsidenten Feuerbach vor und will seinen teuflischen Plan verwirklichen. „Es ist eine Frau, es ist die unglücklichste aller Frauen, als deren Sendbote ich mich betrachte“, setzt er den Präsidenten ins Bild. Stanhope gibt vor, er wolle Caspar „in Sicherheit bringen,… in ein anderes Land,… will ihn verbergen,… will ihn der Waffe entziehen, die fortwährend gegen ihn gezückt ist“. Der Präsident, ein erfahrener Politiker, geht nicht auf das Abenteuer ein, sondern zieht Erkundigungen über den Lord ein.
Lehrer Quandt
Mit seiner Freundin Frau von Imhoff kommt der Präsident überein, Caspar solle fortan im Haushalt des Lehrerehepaares Quandt unterkommen und vom Herrn Lehrer erzogen werden. Nur der Form nach soll Caspar dem Lord Stanhope überlassen werden. Der Lord markiert den Lammfrommen, findet sich scheinbar ins Unvermeidliche. Der Polizeileutnant Hickel aus Ansbach holt Caspar in Nürnberg ab. Caspar hat von Anfang an panische Angst vor dem strengen und sehr direkten Polizeioffizier. Die Abneigung ist beiderseitig. Hickel beschreibt Caspar als verschlossen, trotzig und hinterhältig. Der Jüngling sei zwar nicht verdorben, doch von angefaultem und widrigem Charakter.
Der Graue ist der Auftraggeber des Mordes an Caspar Hauser. Jenem Grauen teilt der Lord mit, er sei zwar des Menschenjagens müde, habe aber den lenkbaren Lehrer Quandt gewonnen und „ein Halbjahr im Voraus bezahlt“. Der Lord begrüßt nun, dass Caspar bei Lehrer Quandt „in so guten Händen“ ist und beteiligt sich an der Erziehung, die der ehrgeizige, rachsüchtige und missgünstige Lehrer Quandt übernommen hat. Als der Lord bemerkt, Caspar ist „nicht mehr das willenlose Geschöpf von ehedem“, wird sein Ton schärfer. Caspar ahnt wahrscheinlich die Ursache seiner langen Gefangenschaft. Der Lord schenkt Caspar reinen Wein ein. Caspar ist „den Fürsten ebenbürtig,… das Opfer der scheußlichsten Kabale“. Mit Schrecken erkennt Caspar, dass er des Todes ist. Nur einmal im Leben möchte er seine Mutter wiedersehen. Der Lord soll ihn zu ihr führen. Stanhope vertröstet Caspar auf ein Jahr.
Es ereignen sich merkwürdige Dinge. Beim Präsidenten Feuerbach wird eingebrochen. In Nürnberg stürzt Frau Behold aus dem Fenster und bleibt mit zerschmettertem Kopf auf dem Pflaster liegen. Der Präsident macht einen schweren Fehler. Er teilt Hickel eine Vermutung mit. Nach der wurde Caspar in der Försterei Falkenhaus, irgendwo zwischen Ansbach und Nürnberg gelegen, gefangen gehalten.

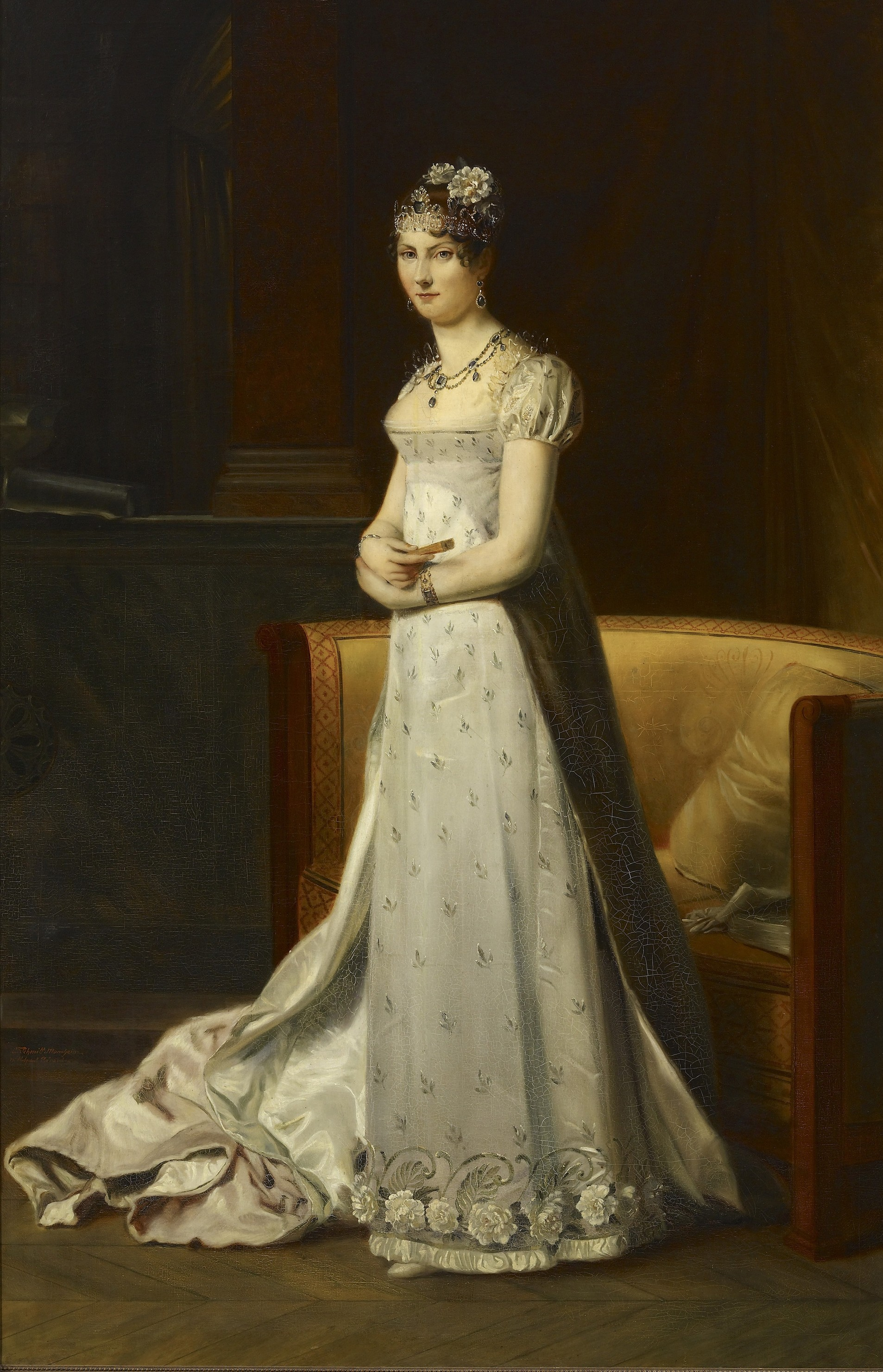
Stéphanie de Beauharnais
- 1789 †1860

Als Caspar einmal nachts von den Imhoffs nach Hause kommt, ruft im Quandtschen Hause eine schluchzende Stimme „Stephan!“ Es ist Caspar ganz so, als ob der Geist Stanhopes umgehe.
Präsident Feuerbach verschafft Caspar die Stelle eines Kopisten auf dem Gericht Ansbach. Frau von Imhoff und Pfarrer Fuhrmann kümmern sich um den Findling.
Clara von Kannawurf
Die 25-jährige reiche, schöne Clara gesteht Caspar, sie sei eigentlich seinetwegen nach Ansbach gekommen. Die junge Frau, deren Mund „etwas Kindlich-Süßes“ hat, bietet Caspar Zuflucht und ruhigen Aufenthalt auf ihrem kleinen Gut in der Schweiz. Caspar erwidert dümmlich: „Sie sind aber sehr schön.“ Er möchte nicht in die Schweiz, weil er dort nicht hingehört.
Hickel erhält vom Grauen einen chiffrierten Befehl und dechiffriert das Schriftstück. Präsident Feuerbach, der wahre Freund Caspars, wird ermordet – wahrscheinlich vergiftet. Das Gesicht des Toten sieht gelb wie eine Zitrone aus. Clara weiß, dass Caspar des Todes ist, und fragt ihn, ob er alles auf sich nehmen will. Caspar bejaht und fügt hinzu: „Ich bin ja ganz allein.“
Der Soldat Schildknecht, einst Bewacher Caspars, von Hickel aber wegen erwiesener Gutmütigkeit vom Posten verjagt, begeht aus Anhänglichkeit zu Caspar sogar Fahnenflucht, um einen Brief Caspars an die Mutter heimlich über die Landesgrenze zu befördern. Schildknecht ist im Bilde – Caspars Mutter heißt Fürstin Stephanie.
Caspar könnte bei den Imhoffs aufgenommen werden, aber er schlägt das bescheiden aus.
Laut Hickels Auskunft hat sich der Lord, des Lebens müde, erhängt.
Quandt, der hartnäckige, engstirnige Erzieher, lässt nicht locker. Immerzu will er Caspar als Lügner hinstellen, als Erfinders des Märchens „von der geheimnisvollen Einkerkerung“.

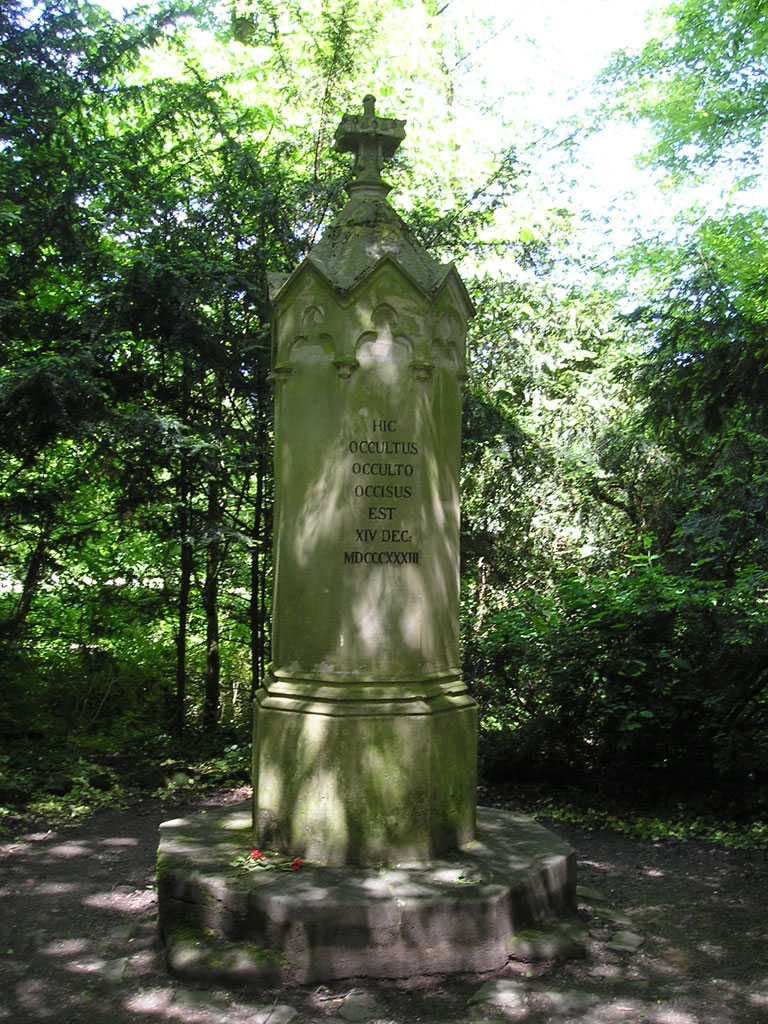
Caspar-Hauser-Denkmal
am Tatort im
Hofgarten zu Ansbach

Ein „anscheinend sehr vornehmer Mann“ spricht Caspar vor dem Gericht mit „Prinz, mein Prinz!“ an, küsst ehrfurchtsvoll Caspars Hand, gibt sich als Abgesandter von Caspars Mutter aus und verabredet mit ihm einen Fluchttermin. Caspar glaubt dem Fremden und geht zu dem Termin in den Ansbacher Hofgarten. Der Fremde zückt einen Dolch und sticht Caspar in die Brust. Nach wenigen Tagen Krankenlager stirbt er.
Acedia
Eine der sieben Todsünden ist Acedia oder Die Trägheit des Herzens. Clara liest im Sektionsprotokoll die Todesursache: die Seitenwand von Caspars Herz war ganz durchstochen worden, und er ist innerlich verblutet. Clara bezichtigt Lehrer Quandt des Mordes. Dieser bleibt dabei, Caspar sei ein Betrüger gewesen. Darüber wolle der Lehrer ein Buch schreiben. Hickel quittiert den Dienst und will aus Ansbach wegziehen. Clara bezeichnet auch Frau von Imhoff, den Pfarrer Fuhrmann und zuletzt sogar Menschen, die ihr über den Weg laufen, als „Mörder“. Sie wird in eine Anstalt gebracht, ihr Geist bleibt umnachtet.

## Zitate
- …alles muß bezahlt werden, das ist der Sinn des Lebens.[1]
- Er wird so mächtig im Tode sein, als er ohnmächtig im Leben war.[2]
- …unschuldig ist nur Gott.[3]